# La Vaquerissa
La Vaquerissa és una serra amb una elevació màxima de 2.536 metres. repartida administrativament entre els municipis de Planoles i de Queralbs a la comarca del Ripollès.